# 小行星5705
小行星5705（5705 Ericsterken）是一颗绕太阳运转的小行星，为主小行星带小行星。该小行星于1965年10月21日发现。

## 轨道参数
小行星5705的轨道半长轴为2.3150026 UA，离心率为0.225。